# Makrónky

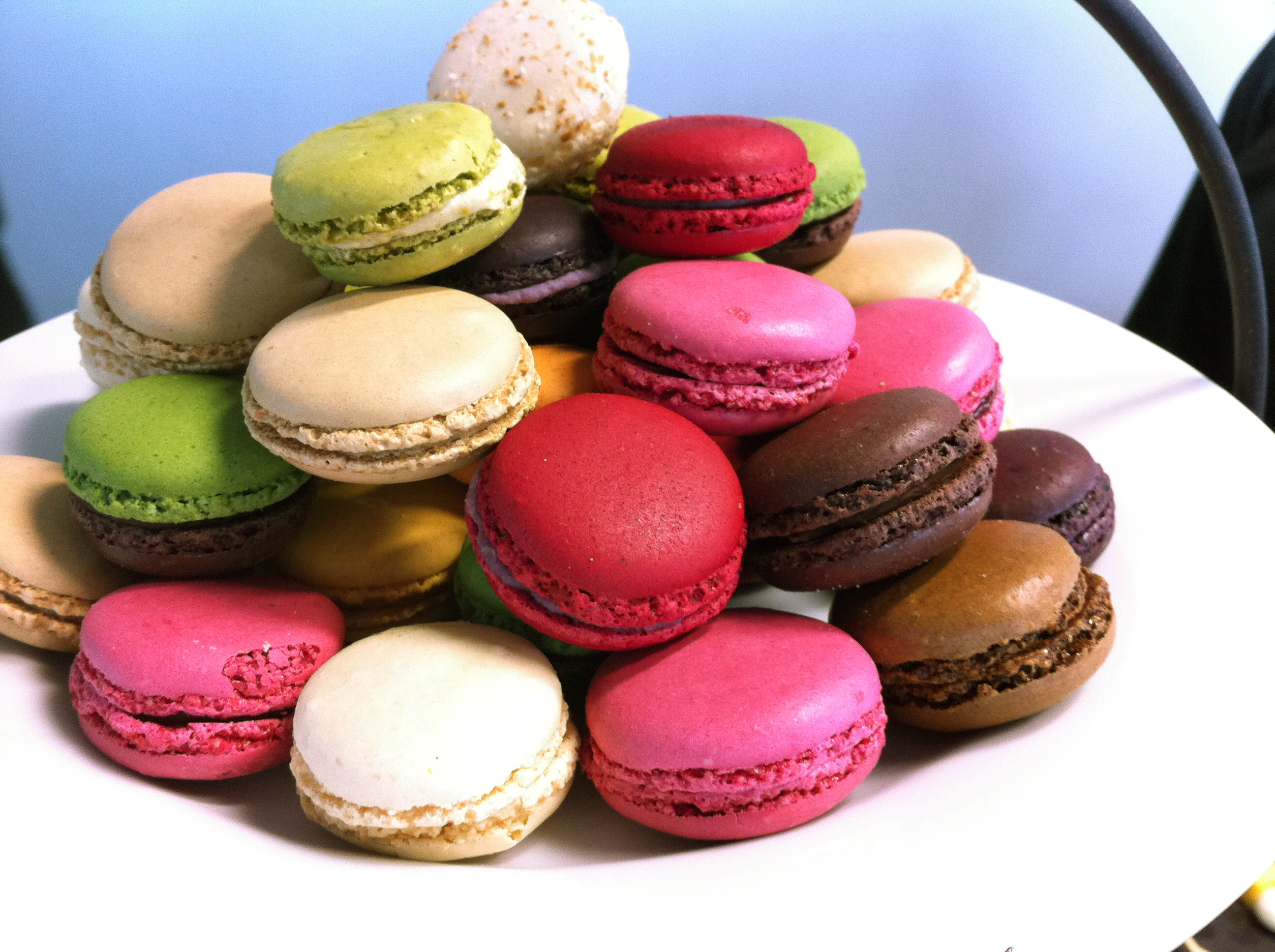
Různé druhy makrónek

Makrónka (pomnožné číslo makrónky se užívá častěji; francouzsky macaron [makaʁɔ̃]) je francouzská cukrovinka podobná pusince vyrobená z vaječného bílku, moučkového a krystalového cukru, mandlové mouky či mandlové drti a potravinářského barviva. Makrónky jsou běžně plněné ganáží, máslovým krémem, nebo džemem mezi dvěma pusinkami. Název je odvozen z italského slova macarone, maccarone nebo maccherone, který se původně používal pro označení různých cukrovinek.